# Carpha nivicola
Carpha nivicola är en halvgräsart som beskrevs av Ferdinand von Mueller. Carpha nivicola ingår i släktet Carpha och familjen halvgräs. Inga underarter finns listade i Catalogue of Life.